# Zorile, Constanța
Zorile (în trecut, Cherem-Kunis/Cherimcuius, în turcă Kerimkuyusu) este un sat în comuna Adamclisi din județul Constanța, Dobrogea, România. La recensământul din 2002 avea o populație de 656 locuitori.